# Horst Karl Hessel

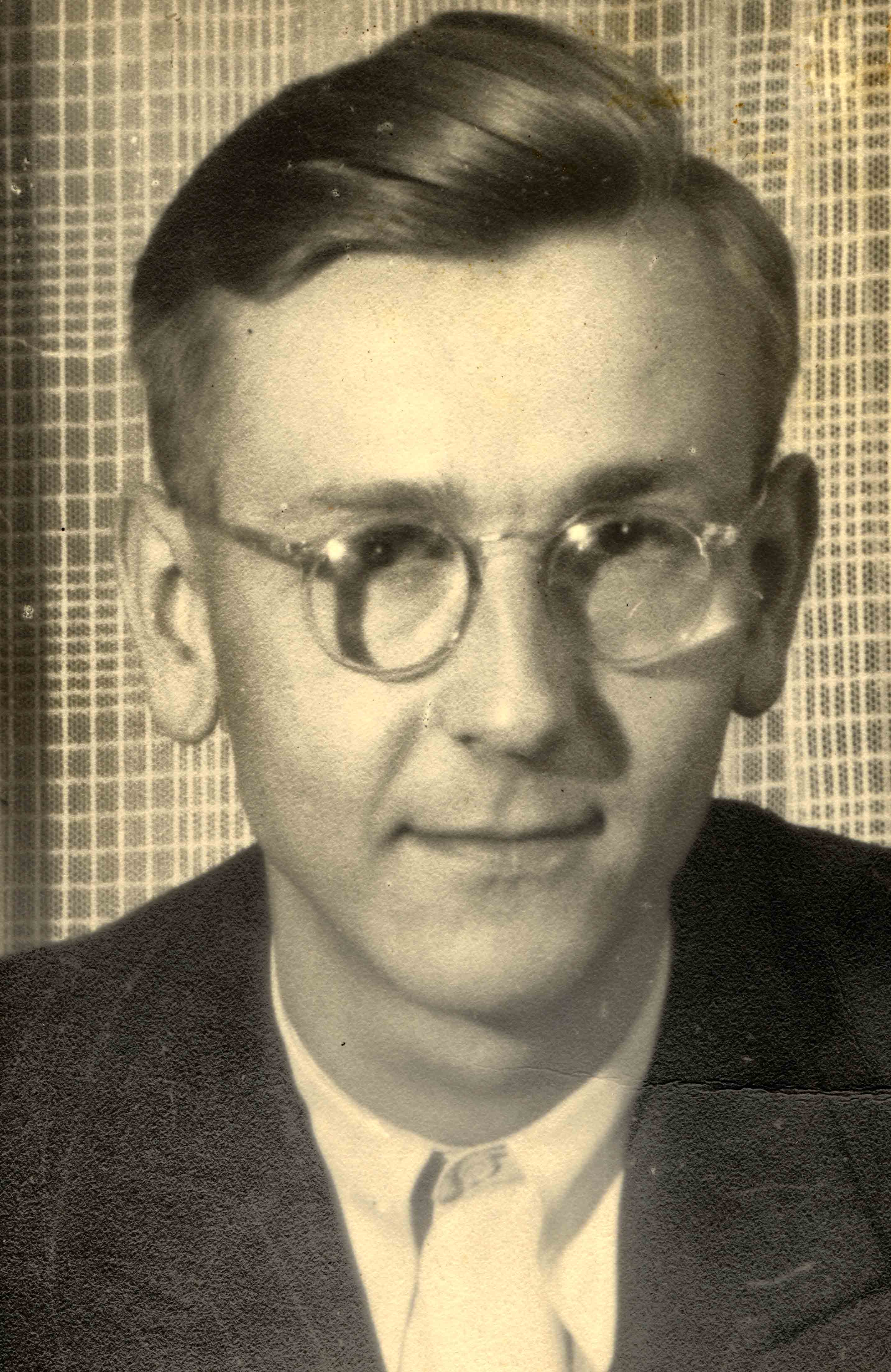
Horst Karl Hessel 1942

Horst Karl Hessel (* 23. März 1916 in Schrebitz als Karl Horst Hessel; † 18. September 2006 in Leipzig) war ein sächsischer Komponist, Organist und Chorleiter.

## Leben

### Kindheit und Jugendzeit
Horst Karl Hessel wurde am 23. März 1916 als Sohn des Kirchschullehrers Karl Hermann Hessel und seiner Frau Erna Louise Hessel, geb. Sieberns, in Schrebitz geboren. Von 1922 bis 1926 besuchte er die Volksschule in Nerchau. Von Ostern 1926 bis 1933 lernte er an der Thomasschule zu Leipzig und war Thomaner unter Karl Straube. Das anschließende Studium der Kirchenmusik an der Hochschule für Musik in Leipzig unter Kurt Thomas und Johann Nepomuk David wurde 1937 durch den Arbeitsdienst in Belgern unterbrochen. Karl Straube hatte die Begabungen seines Schülers frühzeitig erkannt und vermittelte ihm über Hermann Keller 1941 einen Examensabschluss an der Württembergischen Hochschule für Musik in Stuttgart, welches er 1941 mit Ablegung des Examens als A-Kantor und akademisch geprüfter Musiker erfolgreich absolvierte. Während dieser Stuttgarter Zeit lebte er von 1939 bis 1941 in Ebingen und hatte dort als Nachfolger von Hermann Stern eine Anstellung als Kantor an der St. Martinskirche. Am 25. September 1943 heiratete er Margarete Marianne Kube (* 19. Juli 1919; † 7. Juni 2001 in Leipzig), eine Teilkonstrukteurin aus Leipzig. Anfang 1941 bis 1945 leistete Hessel Wehrdienst unter anderem in Rumänien bei einer Nachrichteneinheit. Im Juni 1945 kehrte er aus amerikanischer Gefangenschaft zu seiner Frau, welche bei ihren Eltern in Leipzig lebte, zurück. Da eine Rückkehr nach Ebingen aufgrund der sich entwickelnden Besatzungszonen schwierig war, blieb Hessel in Leipzig und wurde Hilfskantor in der Leipziger Phillipuskirche in Lindenau.

### Nachkriegszeit

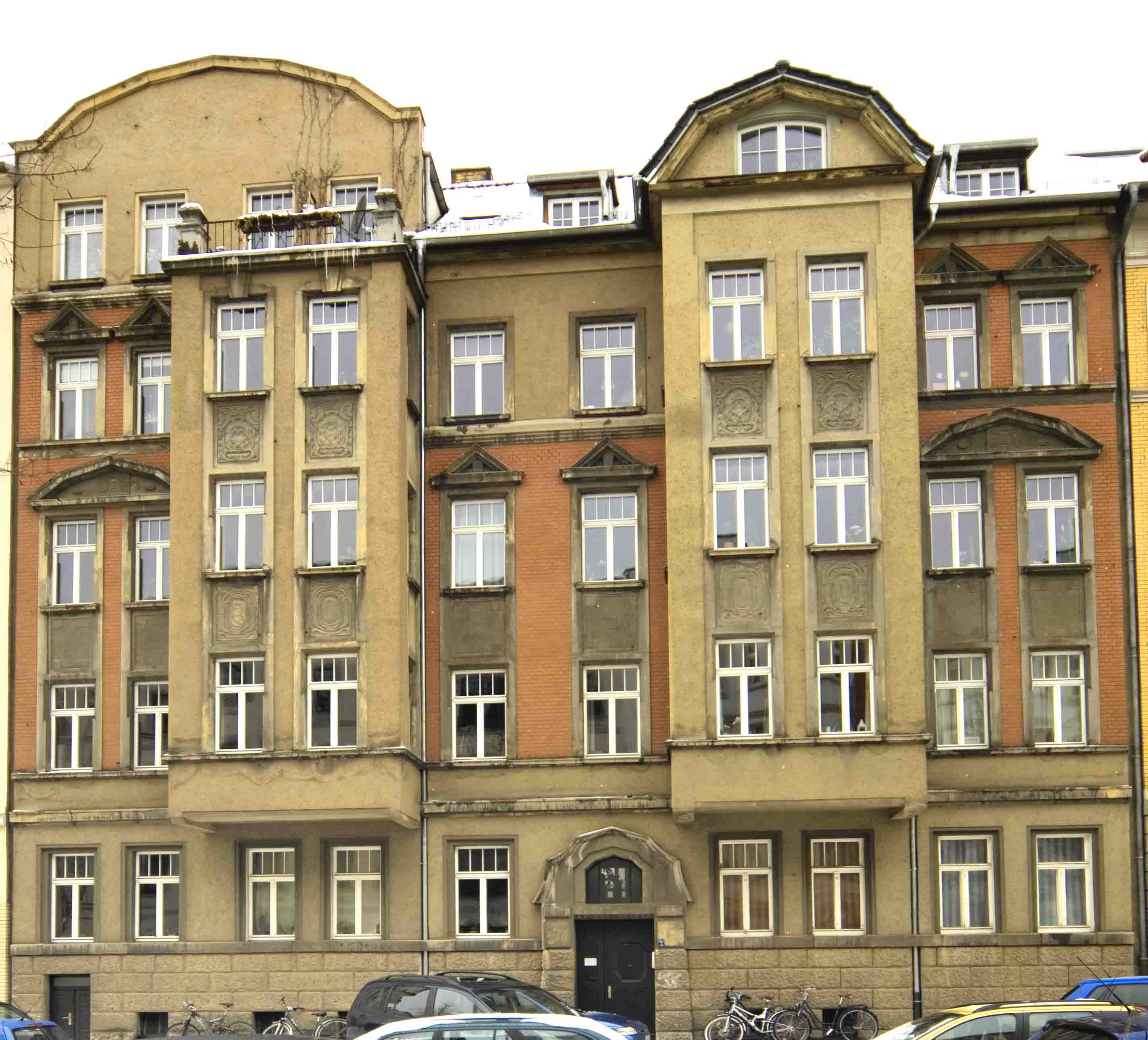
Wohnung von Horst Karl Hessel von 1946 bis 2006 in Leipzig, Brockhausstraße 40, 3. Etage links

Ab dem 1. November 1946 bis 1985 war er als Korrepetitor beim Sender Leipzig tätig. Ab dieser Zeit nannte er sich Horst Karl Hessel, da er bei Erwähnung der Rundfunkansage unzeitgemäß akustisch mit der „Unperson“ Horst Wessel verwechselt wurde. Neben den überlebensnotwendigen Enttrümmerungsarbeiten von Kriegsschäden leitete er vom Herbst 1946 bis 1948 die Solistenvereinigung des Senders Leipzig, dem späteren Rundfunkchor Leipzig (ab 1947). Seine Notenhandschrift war so genau, dass diese direkt als Manuskript in Inhalt und Form gedruckt werden konnte. Am 25. November 1948 wurde seine Tochter Sabine und am 12. Mai 1952 sein Sohn Wolfgang geboren. Seine Kinder haben ihn als ständig am Klavier sitzenden und schaffenden Komponisten in Erinnerung. Er galt als Nachtmensch und war sehr religiös. Seine Liebe galt der Orgelmusik. Bei Sonntagsgottesdiensten hatte er neben sich an der Orgel die aufgeschlagene Bibel mit den aktuellen Sonntagstexten liegen. Von 1948 bis 1950 war Horst Karl Hessel als Kantor und Organist an der Lukaskirche Leipzig tätig. 1949 gab er die Chorleitung der Solistenvereinigung an seinen Nachfolger Herbert Kegel ab. In der Nachfolge von Kantor Hanns-Ander Donath war er von 1953 bis 1992 an der Leipziger Michaeliskirche und vom 1. Januar 1993 bis 2001 als Kantor an der Erlöserkirche in Leipzig-Thonberg tätig.

### Lebenswerk

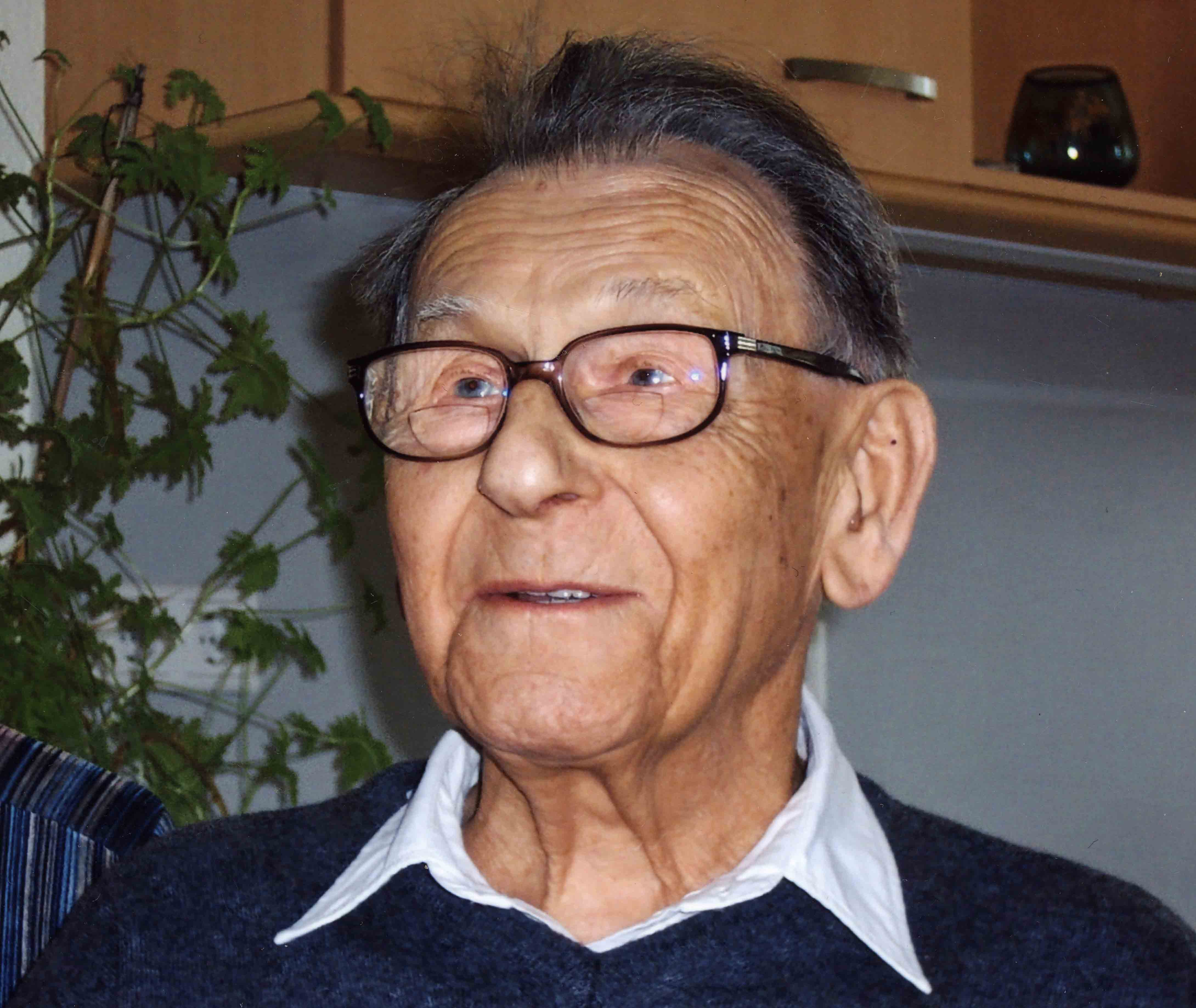
Horst Karl Hessel am 23. März 2006

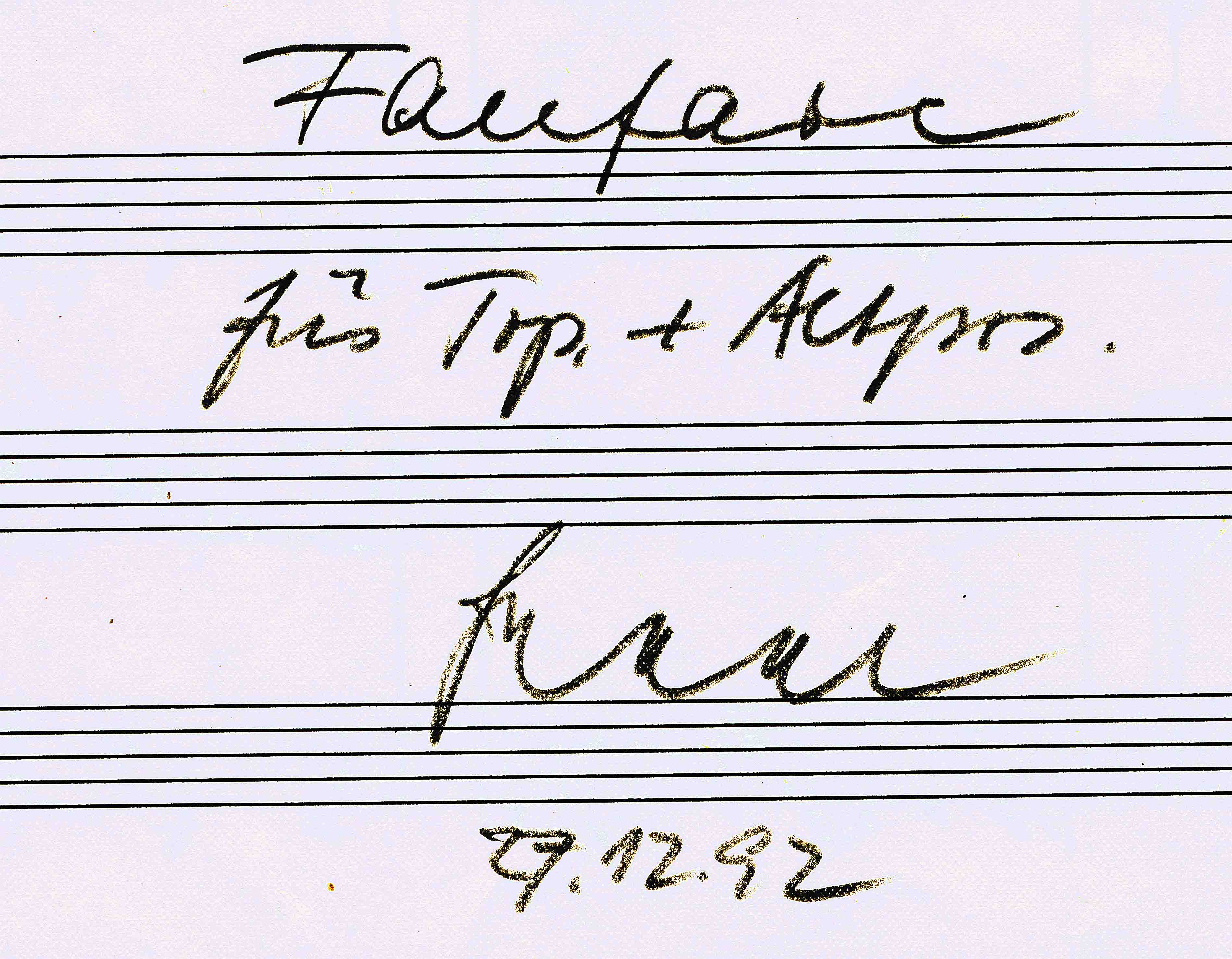
Unterschrift Horst Karl Hessel

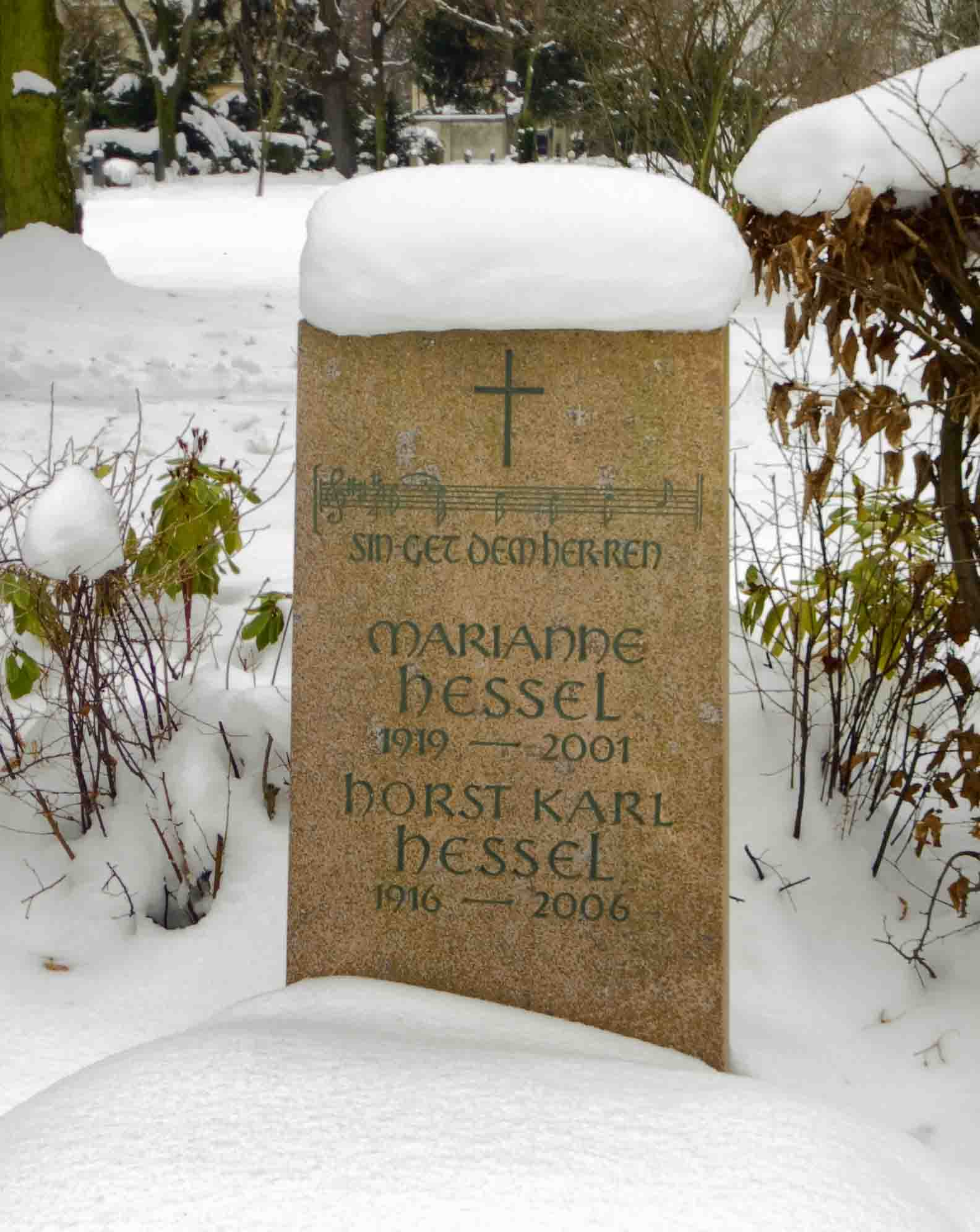
Grabstein von Horst Karl Hessel in Leipzig-Lindenau am 17. Januar 2010

Durch die frühe Erarbeitung eines Vorlasses seit 2001 durch Wolfhard Röhlig aus Leipzig ist in der Stadtbibliothek Leipzig Hessels gesamtes musikalisches Lebenswerk, bestehend aus über 800 Kompositionen und Bearbeitungen, katalogisiert und aufbewahrt. In seiner Tätigkeit beim Sender Leipzig schuf er Klavierauszüge als Grundlage für Rundfunkaufnahmen, unter anderem auch von Opern zeitgenössischer Komponisten. Sein kirchenmusikalisches Werk zeichnet sich vor allem durch Kompositionen für Posaunenchöre, Familiengottesdienste und geistliche Konzerte aus. Viele Bläsersätze und Kompositionen tragen seine Unterschrift „H. K. H.“ Über die Landeskirchliche Gemeinschaft in Johanngeorgenstadt gehörte er zum Gnadauer Posaunenbund. 1953 führte er den sächsischen Anhang des Posaunenchoralbuches ein. Hessel komponierte bis ins hohe Alter. Ihm wurde immer wichtiger, dass seine Bläserstücke textgebunden waren. 

„Die Bläser müssen doch wissen, welch herrliche Botschaft sie in die Welt hinein blasen!“

 Ab 2006 wurde er sehr pflegebedürftig, so dass er aus seiner Leipziger Wohnung in der Brockhausstraße 40, in welcher er 60 Jahre gelebt hatte, in ein Leipziger Seniorenheim in der Erich-Zeigner-Allee zog. Horst Karl Hessel starb mit fast 91 Jahren am 18. September 2006 in der Robert-Koch-Klinik in Leipzig. Er wurde am 25. September 2006 unter den Klängen von Posaunen in Leipzig-Lindenau zur letzten Ruhe getragen. Der Grabstein trägt den Anfang seiner Lieblingsmotette aus Psalm 98: 

„Singet dem Herrn ein neues Lied, denn er tut Wunder!.“

## Auszeichnungen
- 2006: Goldene Ehrennadel des Gnadauer Posaunenbundes
- 2006: Bläserzeichen der Sächsischen Posaunenmission
- 1961 und 1967: Medaille für Ausgezeichnete Leistungen der DDR

## Publikationen
- Horst Karl Hessel: Jubilate Deo. Musik für Blechbläser. Herausgegeben vom Gnadauer Posaunenbund, Bokholt-Hanredder 2000.
- Jesus unsere Freude. Gemeinschafts-Liederbuch Posaunenausgabe. Brunnen-Verlag Giessen, September 1996, ISBN 3-7655-6093-6.
- Horst Karl Hessel: Bläsermusik zur Weihnachtszeit. VEB Deutscher Verlag für Musik Leipzig, DVFM 8912, 1988, Lizenz 418-515/C31/88.